# Ivan Demidov
Ivan Demidov (Russisch: Иван Демидов) (Moskou, 1981) is een Russische professionele pokerspeler. Hij eindigde als tweede in het Main Event van de World Series of Poker (WSOP) 2008, achter winnaar Peter Eastgate. Daarmee verdiende hij $5.809.595,-. Twee maanden later werd Demidov derde in het Main Event van de World Series of Poker Europe 2008 in Londen (achter zijn landgenoot Stanislav Alekhin en winnaar John Juanda). Daarmee werd hij de eerste pokerspeler ooit die in de Main Events van beide WSOP-versies de finaletafel bereikte.
Demidov verdiende tot en met juni 2015 meer dan $6.825.000,- in pokertoernooien (cashgames niet meegerekend) Hij maakt deel uit van een door PokerStars gesponsorde groep pokerprofessionals genaamd 'Team PokerStars'.